# Sinomegaceros
Genre
Synonymes
- Cervus (Sinomegaceroides) Shikama, 1949
- Megaceros (Sinomegaceros) Kahlke & Hu, 1957[1]
- Mongolomegaceros Shikama & Okafuji, 1958
- Megaceraxis Matsumoto, 1963

Sinomegaceros est un genre fossile d'artiodactyles de la famille des cervidés, qui vivait au Pléistocène en Asie de l'Est. C'était un « cerf géant », comme son parent Megaloceros. Les espèces de ce genre ont des bois palmés distinctifs aux bords dentelés.

## Historique

Dessin de la boite crânienne et des bois de Sinomegaceros ordosianus.

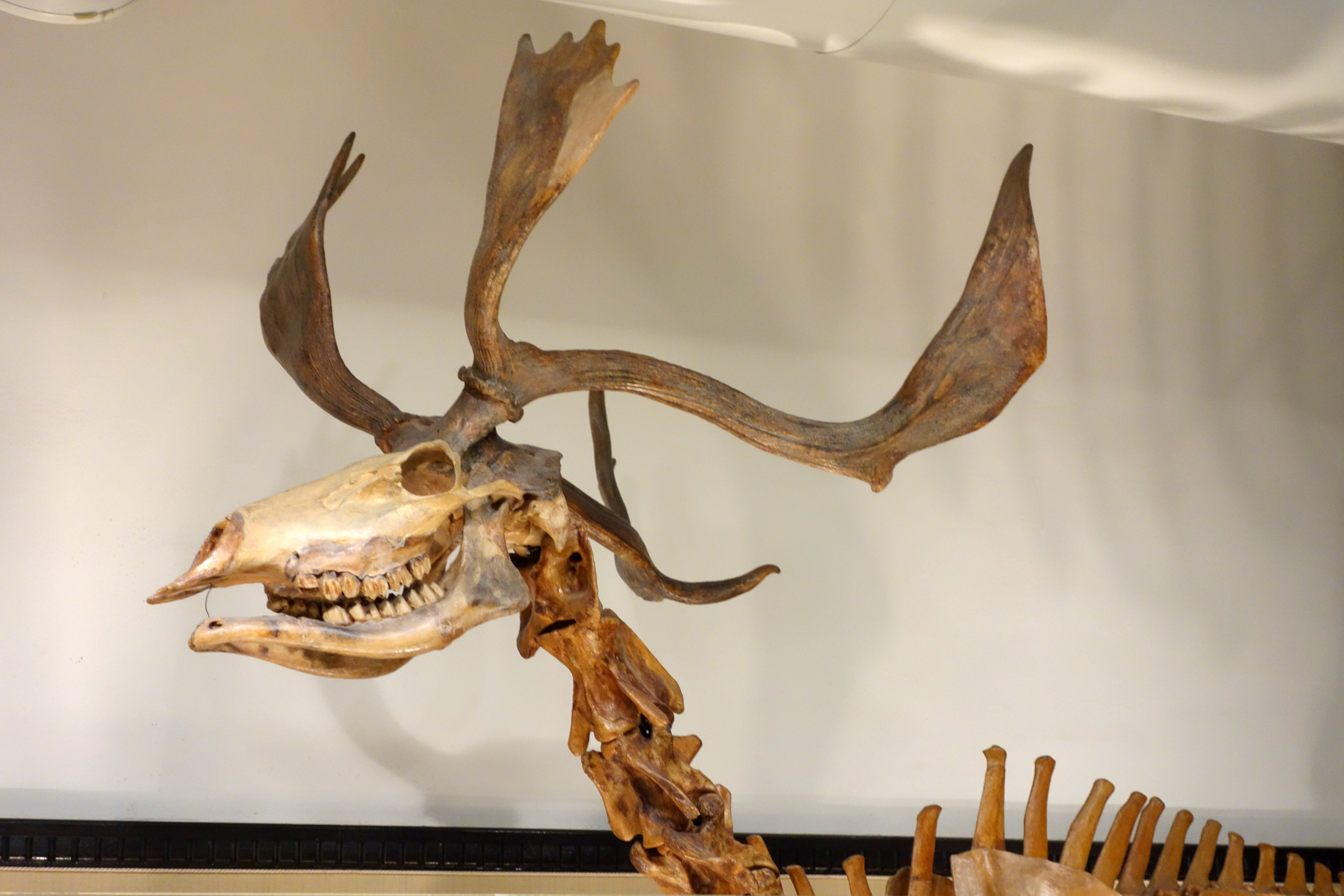
Tête de Sinomegaceros yabei.

Les premières espèces du genre, S. ordosianus et S. pachyosteus, ont été décrites en 1932 par le paléontologue chinois Yang Zhongjian en tant qu'espèces du genre Cervus, sur la base de fossiles trouvés à Zhoukoudian, près de Pékin. Dans une revue de l'article l'année suivante, Dietrich a créé le nom Sinomegaceros comme sous-genre de Cervus pour abriter ces deux espèces, avec S. pachyosteus comme espèce type. Comme le nom n'a pas été publié dans un périodique scientifique, il n'a pas été largement utilisé pendant plusieurs décennies après sa publication. L'espèce S. yabei a été nommée au Japon en 1938. Au cours des décennies suivantes, divers chercheurs ont considéré Sinomegaceros comme un sous-genre de Megaloceros,, ou un genre distinct,.

## Liste des espèces

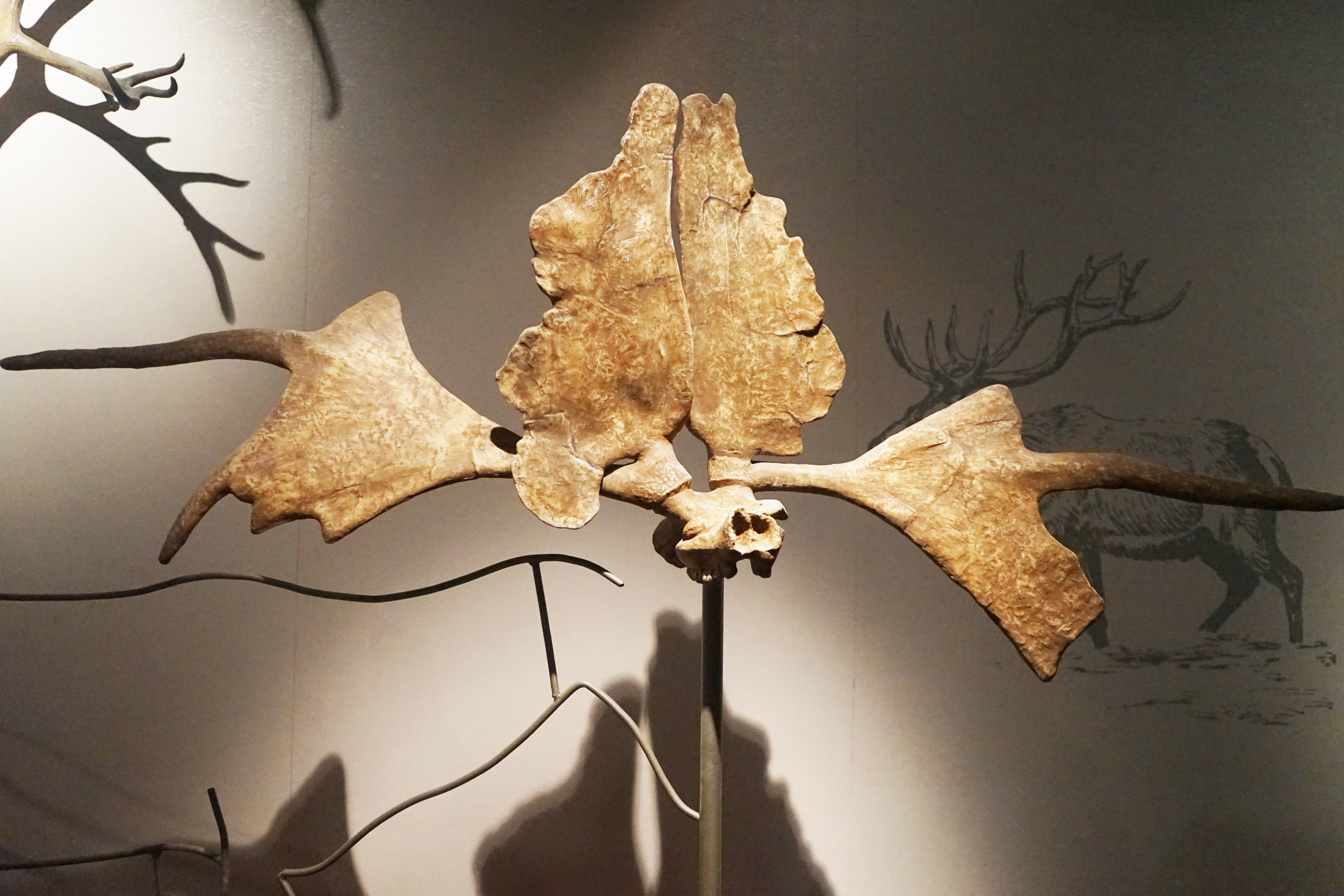
Sinomegaceros pachyosteus

Les espèces les plus connues sont Sinomegaceros yabei, du Pléistocène moyen à supérieur du Japon, aux côtés de Sinomegaceros pachyosteus, de la fin du Pléistocène inférieur au Pléistocène supérieur de Chine.
- † S. ordosianus Young, 1932
- † S. pachyosteus Young, 1932
- † S. flabellatus Teilhard de Chardin, 1936
- † S. yabei Shikama, 1938
- † S. konwanlinensis Chow, Hu and Lee, 1965
- † S. tadzhikistanis Vislobokova, 1988

La plus ancienne espèce du genre est Sinomegaceros tadzhikistanis, datée de la charnière Pliocène-Pleistocène au Tadjikistan. La Chine a livré S. konwanlinensis, de la formation inférieure de Lishui, datée d'environ 1,1 à 1,15 million d'années. S. pachyosteus apparaît vers 1 Ma. S. yabei apparait pour la première fois dans la seconde moitié du Pléistocène moyen au Japon. Les dernières dates fiables pour S. yabei sont d'environ 40 000 ans avant le présent (AP). Le fossile le plus récent de S. ordosianus est daté d'environ 22 000 ans AP dans l'Ordos, en Chine.
Il a été suggéré que S. pachyosteus et S. yabei seraient issues de S. konwanlinensis.